# Федина, София Романовна
София Романовна Федина — украинская певица и телеведущая, политик, общественный деятель, член Президиума Всемирной федерации украинских лемковских объединений, политолог-международник. Кандидат политических наук. Доцент кафедры международных связей и дипломатической службы Львовского национального университета имени Ивана Франко. Народный депутат Украины IX созыва от партии «Европейская Солидарность». 
С марта 2014 волонтер АТО / ООС.
Лауреат Премии Кабинета Министров Украины за особые достижения молодежи в развитии Украины (2017).

## Биография
Родилась 18 февраля 1984 во Львове. По гражданству и национальности — украинка.
1990—2000 — училась в СШ № 53 с углубленным изучением английского языка. Окончила с отличием .
2000—2005 — училась в Львовском национальном университете имени Ивана Франко на факультете международных связей. Окончила с отличием по специальности политолог-международник, переводчик.
В 2002—2005 находилась в должности заместителя председателя Львовского краевого представительства Международной молодёжной общественной организации Европейский Молодёжный Парламент. Как делегат от этой организации участвовала в заседаниях Объединённой Совета Всемирной Молодежи, Оксфорд.
2001—2005 — членство в Молодёжной Общественной Организации «Молодая Дипломатия».
2006 — настоящее время — членство в Международной ассоциации молодых ученых политологов (IAPSS).
Июль-август 2004 — училась в Международной летней школе Венского Университета, окончила с отличием.
2005—2008 — училась в аспирантуре Львовского национального университета имени Ивана Франко.
Февраль-декабрь 2008 — училась на стипендиальной программе польского правительства в Центре восточноевропейских исследований Варшавского университета . Защитила дипломную работу на тему: «Историческая память как государственная политика: на примере проблемы примирения ветеранов ОУН-УПА и советских ветеранов».
Февраль-октябрь 2010 — автор и ведущая политико-аналитической программы «Взгляд из Высокого замка», Львовская областная государственная телерадиокомпания.
21 мая 2010 защитила диссертацию на тему «Концепции мира в международных связях и их реализация» и получила звание доктора философии по политическим наукам .
Сфера научных интересов: исследование мира, урегулирования международных конфликтов, механизмы установления и поддержания мира.
Кроме украинского, владеет английским (в совершенстве), польским (в совершенстве), русским (в совершенстве), немецким (высокий уровень), японским (средний уровень), французским (начальный уровень) языками.
Лауреат Премии имени Василия Стуса 2013 .
Во время событий Евромайдана, зимой 2013—2014 года, София Федина вместе с общественным деятелем, вокалистом группы Хочу ЕЩЕ! Юрием Шивалой были ведущими львовского евромайдана .
Лауреат Премии Кабинета Министров Украины за особые достижения молодежи в развитии Украины (2017) .

## Политика
Народный депутат Украины 9-го созыва . Член Комитета Верховной Рады по вопросам гуманитарной и информационной политики .

## Научная деятельность
- Федина С. Г. Формирование понятийно-категорийный системы в теоретических исследованиях мира / С. Р. Федина // Вестник Львовского Университета. Серия международные отношения. — Вып. 21. — Львов, 2007. — С. 56-62.
- Федина С. Г. Теории мира в системе научных исследований международных отношений / С. Р. Федина // Вестник Киевского Национального университета имени Тараса Шевченко. Серия Философия. Политология. — Вып. 87-88. — Киев, 2007. — С. 132—134.
- Мацях М. М., Федина С. Г. Механизмы установления и поддержания мира в деятельности Организации Объединённых Наций / М. М. Мацях, С. Р. Федина // Вестник Львовского Университета. Серия международные отношения. — Вып. 25. — Львов, 2008. — C. 47-53.
- Федина С. Г. Соотношение концепции мира через свободную торговлю с современной международной политики / С. Р. Федина // Современная украинская политика. Политики и политологи о ней. 2010. — С. 412—421.
- Fedyna SR Orange Revolution as an Active Nonviolence. Ukraine on its Way to Democratization and Civil Society / SR Fedyna // Beyond the Borders. Ukraine and the European Neighborhood Policy. — Rzeszow, 2007. — P. 231—240.
- Fedyna SR Transformations of General Approach to International Relations : New Challenges and New Values / SR Fedyna // Crucial Problems of International Relations through the Eyes of Young Scholars . XII International Conference of Young Scholars. -Vol. 1. — Prague 2009. — P. 197—209.
- Fedyna SR Peacemaking Activity of Central and Eastern European Countries as a Result of Peaceful Revolutions of the End of 20th Century / SR Fedyna // International Conference «Modern International Relations in Central and Eastern Europe»: abstracts. — Rivne Institute of Slavonic Studies, 8-9 December, 2006. — C. 11-12.
- Федина С. Г. Прикладное применение теоретических концепций мира в международных отношениях. Корреляция теоретической и практической плоскости / С. Р. Федина // Международная научная конференция "Дни Науки философского факультета — 2008 "материалы докладов и выступлений. — Ч. Х. — Киевский национальный университет имени Тараса Шевченко, 16-17 апреля 2008 г.. — С. 95-97.
- Fedyna SR Transformation of Ukrainian Civil Society as a Result of the Orange Revolution / SR Fedyna // Warsaw East European Conference «Freedom and Power»: abstracts. — Warsaw, 2008. — P. 20-21.
- Федина С. Г. Практическое применение теоретических концепций мира в современных международных отношениях / С. Р. Федина // Международная научная конференция "Дни Науки философского факультета — 2009 ": материалы докладов и выступлений. — Ч. VIII. — Киевский национальный университет имени Тараса Шевченко, 21-22 апреля 2009 г.. — С. 130—131.

### Участие в конференциях 2011 год
- Межвузовская научно-практическая конференция, «Украина и мир: политические, экономические и культурологические вопросы», 22 декабря 2011 года, г.. Харьков
- Всеукраинская научная конференция «Актуальные проблемы социально-гуманитарных наук», 17 декабря 2011 г., г.. Сичеслав
- Всеукраинская научная конференция «Социальный капитал: современные аспекты исследования и развития», 24 ноября, г.. Львов
- Международная научная конференция «From Decline to Rebirth of the Empire». Conference on the 20th anniversary of the fall of the Soviet Union , 14-16 декабря, г.. Краков, Польша

София Федина представляет лемковское общество на концертах и фестивалях как на Украине, так и за рубежом. Выпустила два альбома лемковских песен:
- 2005 — «Идет звезда странная» — колядки
- 2007 — «Там под Гором … г моим родном крае» — лемковские песни

- 2009 — альбом повстанческих песен «Будет нам с тобой что вспомнить»
- 2012 — «Червена Ружичка»

- 2019 — волонтерский благотворительный альбом «А я жив», посвященный защитникам Украины. Все средства по его реализации идут на нужды бойцов на передовой и в госпитале.